# Жубрица
Жубрица (хрв. Žubrica) је насељено место у општини Сухопоље, Вировитичко-подравска жупанија, Хрватска.

## Историја
До територијалне реорганизације у Хрватској била је у саставу старе општине Вировитица.

## Становништво
У попису становништва из 2011. године, Жубрица је имала 111 становника.
| Број становника према пописима | Број становника према пописима | Број становника према пописима | Број становника према пописима | Број становника према пописима | Број становника према пописима | Број становника према пописима | Број становника према пописима | Број становника према пописима | Број становника према пописима | Број становника према пописима | Број становника према пописима | Број становника према пописима | Број становника према пописима | Број становника према пописима | Број становника према пописима |
| ------------------------------ | ------------------------------ | ------------------------------ | ------------------------------ | ------------------------------ | ------------------------------ | ------------------------------ | ------------------------------ | ------------------------------ | ------------------------------ | ------------------------------ | ------------------------------ | ------------------------------ | ------------------------------ | ------------------------------ | ------------------------------ |
| 1857                           | 1869                           | 1880                           | 1890                           | 1900                           | 1910                           | 1921                           | 1931                           | 1948                           | 1953                           | 1961                           | 1971                           | 1981                           | 1991                           | 2001                           | 2011                           |
| 149                            | 136                            | 175                            | 159                            | 180                            | 258                            | 238                            | 220                            | 219                            | 220                            | 192                            | 147                            | 154                            | 130                            | 119                            | 111                            |

Напомена: До 1880. исказивано као део насеља.

### Попис1991.
У попису становништва из 1991. године, Жубрица је имала 130 становника, следећег националног састава:
| Попис 1991.‍  | Попис 1991.‍  | Попис 1991.‍ | Попис 1991.‍ | Попис 1991.‍ |
| ------------ | ------------ | ----------- | ----------- | ----------- |
|              |              |             |             |             |
| Хрвати       | Хрвати       |             | 120         | 92,30%      |
| Срби         | Срби         |             | 5           | 3,84%       |
| Муслимани    | Муслимани    |             | 1           | 0,76%       |
| неопредељени | неопредељени |             | 4           | 3,07%       |
| укупно: 130  |              |             |             |             |

### Попис1910.
| Жубрица | Жубрица |
| --- | --- |
| језик | вера |
| укупно: 258 Хрватски 129 (50,00%) Мађарски 70 (27,13%) Словеначки 2 (0,77%) Немачки 1 (0,38%) Српски 1 (0,38%) остали 55 (21,31%) | <div style="border:solid transparent;position:absolute;width:100px;line-height:0;<div style="border:solid transparent;position:absolute;width:100px;line-height:0;<div style="border:solid transparent;position:absolute;width:100px;line-height:0; укупно: 258 Римокатолици 254 (98,44%) Калвинисти 3 (1,16%) Православци 1 (0,38%) - (-%) |